# Historia naturalna (encyklopedia)
Historia naturalna (łac. Naturalis historia) – dawna encyklopedia w języku łacińskim autorstwa Pliniusza Starszego, rzymskiego pisarza i dowódcy marynarki wojennej, zmarłego w 79 r. n.e. 

## Charakterystyka
Jedna z największych prac, które przetrwały od czasów Cesarstwa Rzymskiego do współczesności. Encyklopedia zdaje się pokrywać ogół wiedzy starożytnej, a więc tematyka dzieła nie jest ograniczona do zakresu współczesnego pojęcia historii naturalnej. Sam Pliniusz określił zakres jego pracy jako „naturalny świat lub życie”.
Praca jest podzielona na 37 ksiąg, uporządkowanych w dziesięciu tomach. Obejmują one tematykę astronomii, matematyki, geografii, etnografii, antropologii, fizjologii człowieka, zoologii, botaniki, rolnictwa, ogrodnictwa, farmakologii, górnictwa, mineralogii, rzeźby, malarstwa i kamieni szlachetnych. Historia naturalna stała się wzorem dla późniejszych encyklopedii i prac naukowych przez rozległy zakres tematyczny, odwoływanie się do oryginalnych autorów i źródeł oraz jej indeks. Praca dedykowana jest cesarzowi Tytusowi, synowi cesarza Wespazjana, który panował w trakcie tworzenia encyklopedii.
W księdze XXXVII Historii wspomniana jest wyprawa rzymskiego ekwity po bursztyn nad Bałtyk.